# Paul S. Walsh

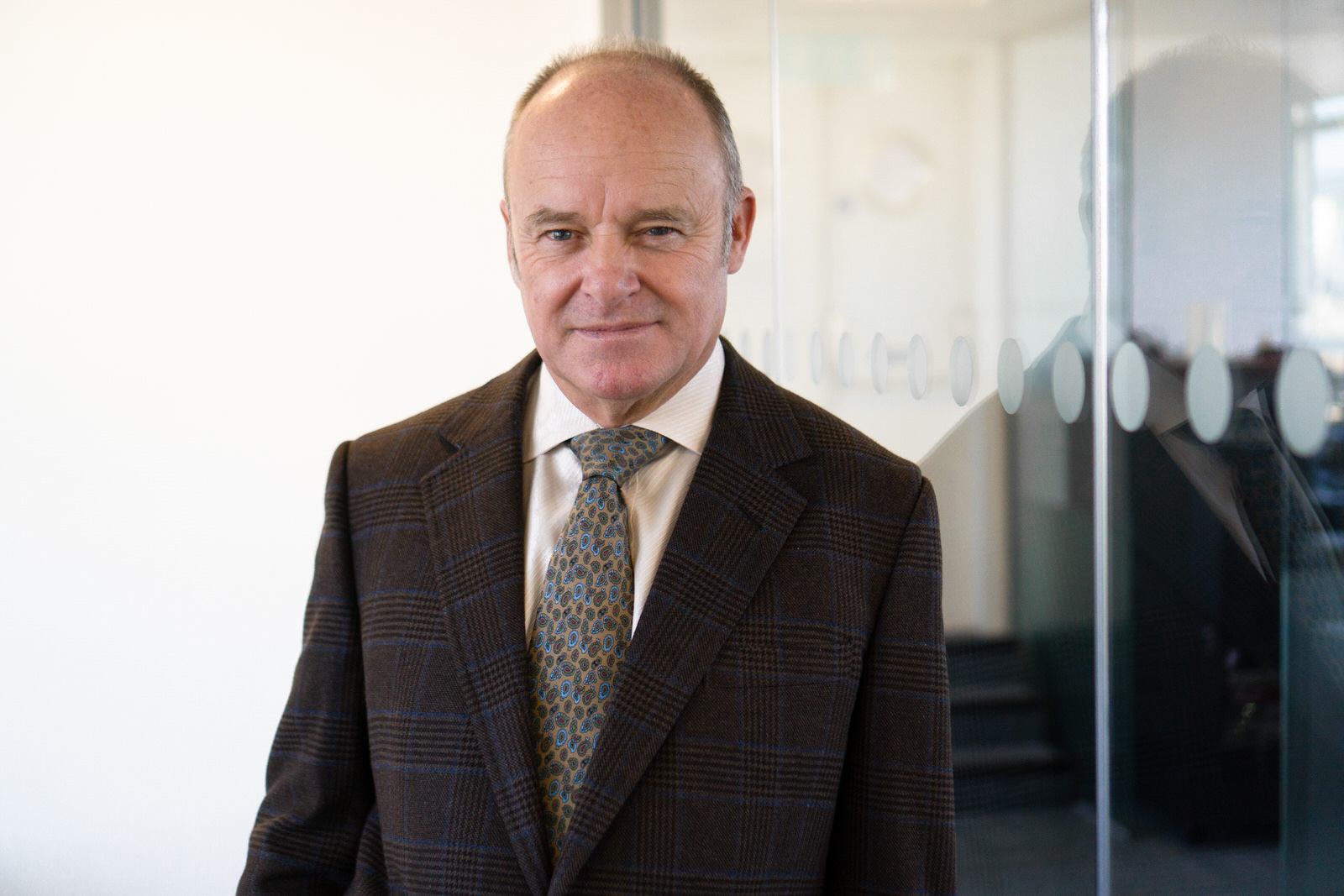
Paul S. Walsh, 2018

Paul Steven Walsh (* 15. Mai 1955 in Middleton, Vereinigtes Königreich) ist ein englischer Geschäftsmann und seit 2000 CEO des Getränkekonzerns Diageo.
Walsh wurde in Middleton geboren, einer Stadt mit rund 45.000 Einwohnern im Verwaltungsbezirk Metropolitan Borough of Rochdale, der zu Greater Manchester in Nordwest-England gehört. Er wuchs in der benachbarten Kleinstadt Chadderton auf und besuchte später das College in Oldham. Als er seinen Pilotenschein machen wollte, stellte sich bei ihm eine leichte Farbenblindheit heraus, so dass er keine Zulassung erhielt.
Er studierte 1973 an der Manchester Metropolitan University, fand dann aber eine Anstellung bei der International Computers Limited in London. Bei der Eaton Corporation lernte er US-amerikanische Management-Methoden.
Ab 1982 arbeitete er beim Grand-Metropolitan-Konzern (Grand-Met) und war für die Finanzplanung und das Rechnungswesen der Brauerei Watney Combe & Reid zuständig. 1986 wurde er Finanzchef der Brauerei. 1987 wurde er für die Gruppe Intercontinental Hotels zuständig, die damals zu 100 Prozent dem Grand-Metropolitan-Konzern gehörte, und zog nach New York.
1992 wurde er CEO der Pillsbury Company, behielt aber seine Position als Finanzchef beim Grand-Met.
1997 fusionierte Grand Met mit Guinness, das neue Unternehmen erhielt den Namen Diageo. 1999 zog Walsh nach England und wurde zunächst Chief Operating Officer.
| Personendaten    | Personendaten            |
| ---------------- | ------------------------ |
| NAME             | Walsh, Paul S.           |
| ALTERNATIVNAMEN  | Walsh, Paul Steven       |
| KURZBESCHREIBUNG | englischer Geschäftsmann |
| GEBURTSDATUM     | 15. Mai 1955             |
| GEBURTSORT       | Brescia                  |